# J.F.G. Knorr

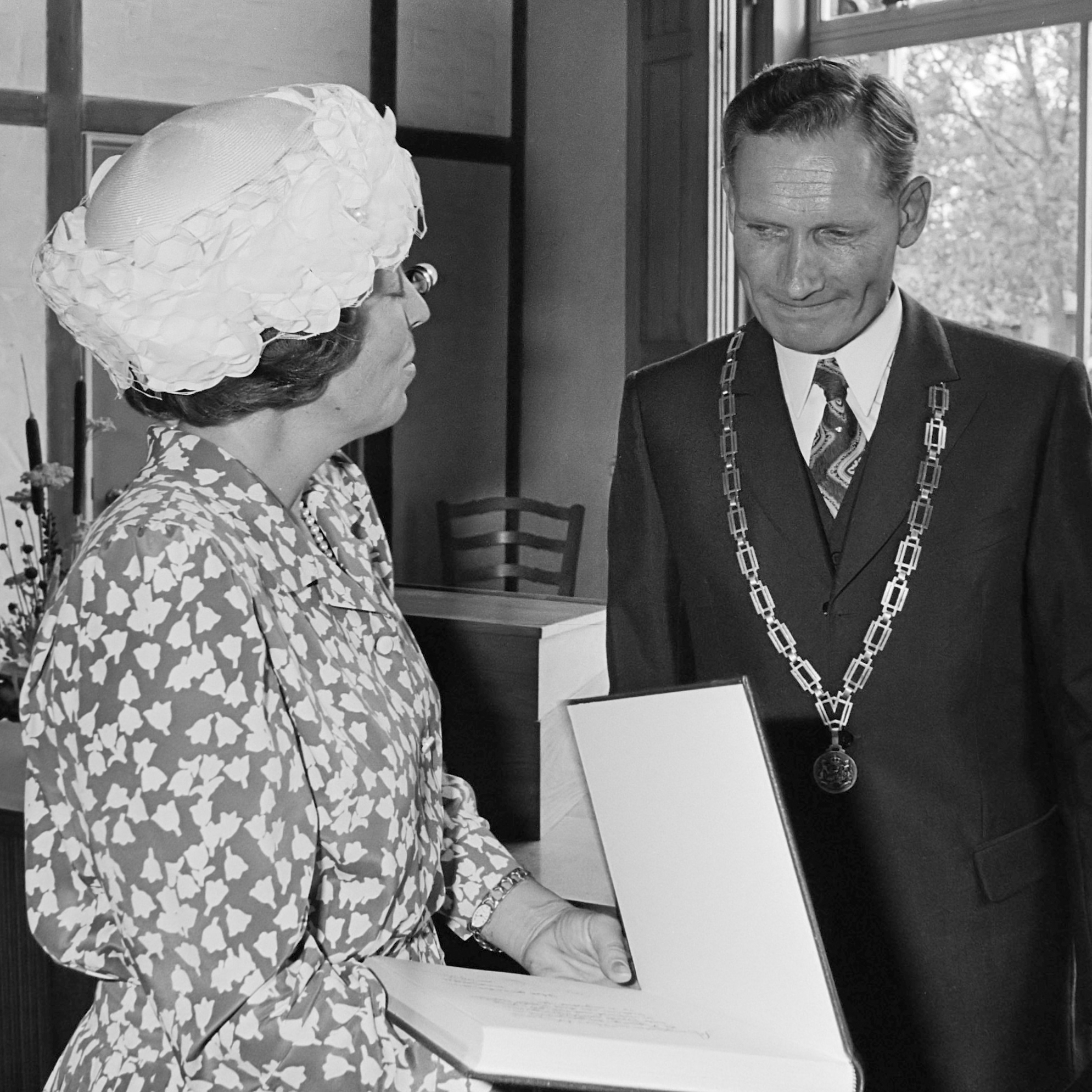
Koningin Beatrix en burgemeester Knorr n.a.v. het 50-jarig bestaan van de Wieringermeerpolder (1980)

Johan Frederik George Knorr (Bolsward, 2 januari 1930 – Alkmaar, 6 juni 2007) was een Nederlands politicus van de ARP en later het CDA.
Hij begon zijn ambtelijke carrière bij de provinciale griffie van Friesland en was van 1954 tot 1956 werkzaam als commies bij de gemeentesecretarie van Barradeel. Daarna ging hij werken voor de gemeente Heiloo waar hij het bracht tot hoofd-commies A en chef van de afdeling algemene zaken. In september 1966 werd Knorr de burgemeester van Andijk en in november 1975 volgde zijn benoeming tot burgemeester van Wieringermeer. Na een conflict met de gemeenteraad over zijn nieuwe woning in Heiloo waardoor hij buiten de gemeente waarvan hij burgemeester was ging wonen, ging hij in 1992 met ziekteverlof. In oktober van dat jaar werd Henk van het Kaar, burgemeester van Schermer, tevens waarnemend burgemeester van Wieringermeer. Knorr kwam niet meer terug en in september 1993 werd hem ontslag verleend waarop hij vervroegd met pensioen ging. Midden 2007 overleed hij op 77-jarige leeftijd. 